# 괴크데니즈 카라데니즈
괴크데니즈 카라데니즈(튀르키예어: Gökdeniz Karadeniz, 1980년 1월 11일 ~ )는 튀르키예의 전 축구 선수로서, 현역 시절 포지션은 공격형 미드필더였다.

## 축구인 경력

### 선수 경력
1995년부터 트라브존스포르의 산하 유소년 팀에서 축구를 시작한 카라데니즈는 1998년 성인 계약을 체결하였고 1999-2000 시즌 데뷔 경기를 치렀다. 처음에는 미드필더에서 수비적인 역할을 수행하였으나 점차 주로 공격적인 역할을 맡기 시작하였고 2003-04 시즌엔 13골을 기록하는 등 공격형 미드필더로 준수한 활약을 펼쳤다.
2008년 3월 FC 루빈 카잔으로 €8,700,000의 이적료로 이적하였다. 이적 후 첫 시즌인 2008 시즌 팀의 우승에 기여하였고 2009-10 UEFA 챔피언스리그에서 열린 FC 바르셀로나와의 원정 경기에서 결승골을 터뜨려 화제가 되었다.

### 국가대표 경력
2003년 4월 30일 체코와의 A매치에 출전하여 국가대표 데뷔전을 치렀고 이후 2003년 FIFA 컨페더레이션스컵에 출전하여 튀르키예가 3위를 차지하는 데 공헌하였다. 유로 2008에도 튀르키예 대표팀의 멤버로 출전하였다.